# Źródło świętego Antoniego
Źródło świętego Antoniego (niem. Antonibrunnen, 670 m n.p.m.) – źródło położone w południowo-zachodniej Polsce w Górach Złotych (Sudety).
Źródło wypływa pod Królówką w pobliżu skały Trzy Ambony, uzdrowiska Lądek-Zdrój i miejscowości Stójków  na terenie Śnieżnickiego Parku Krajobrazowego.

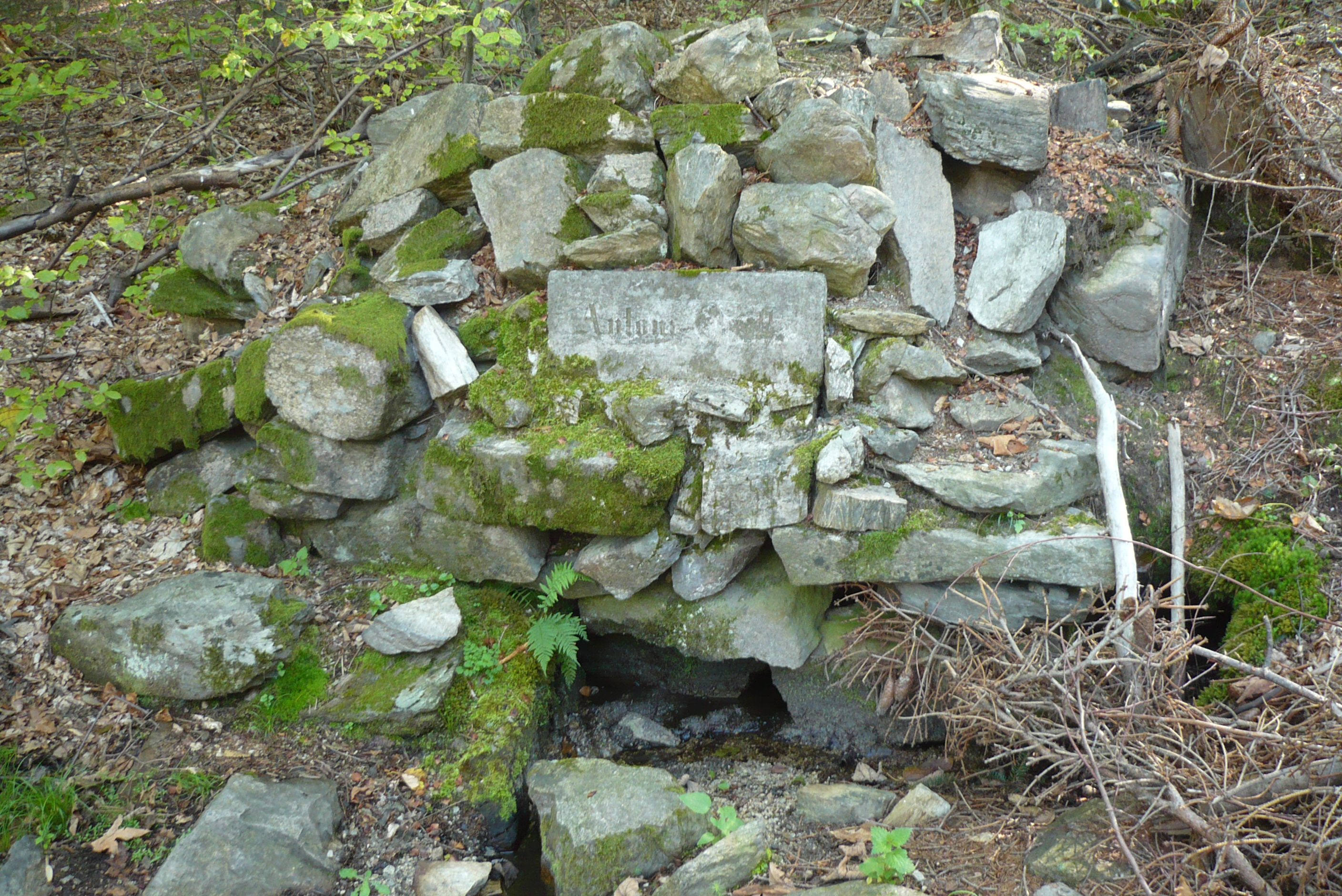
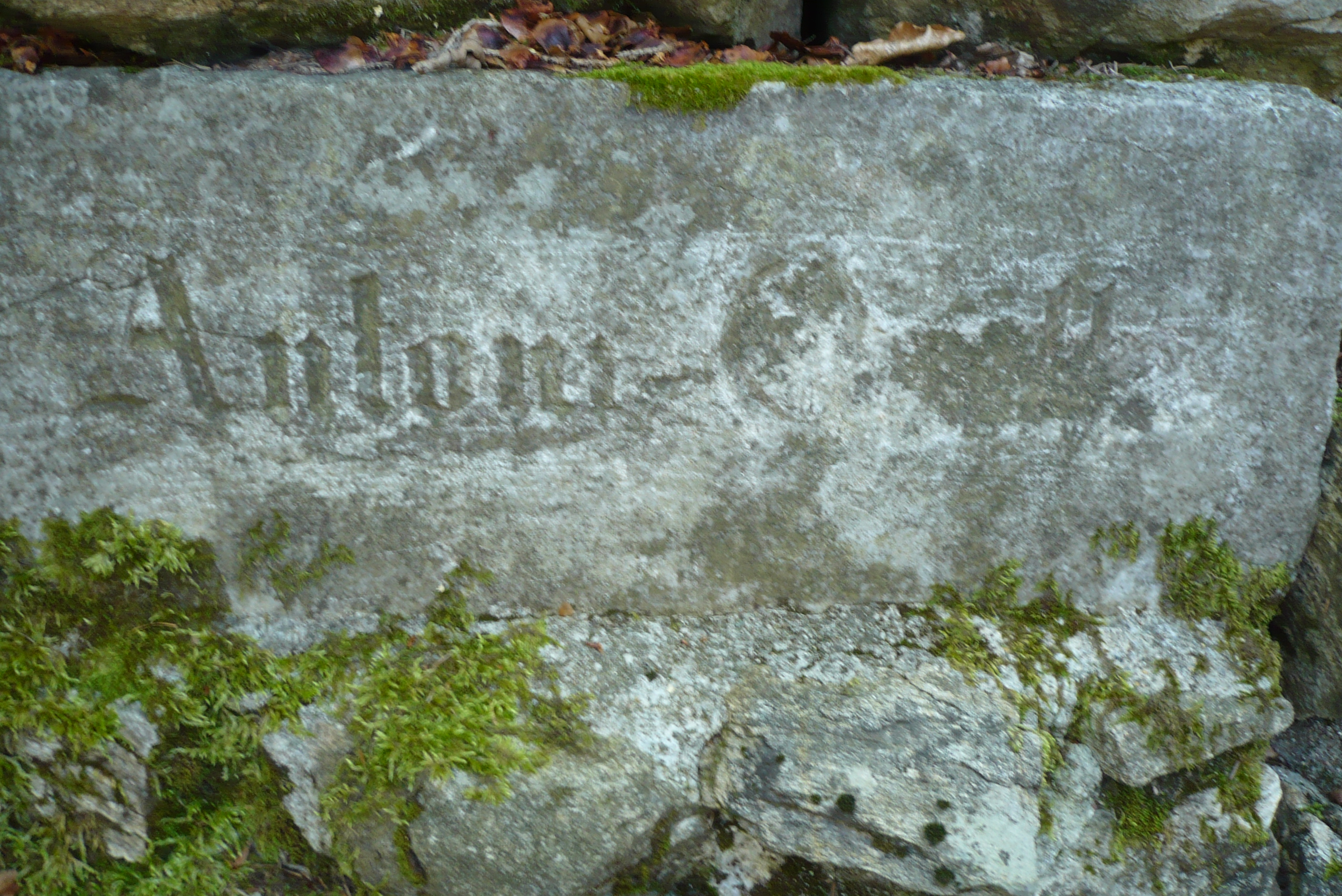